# 재팬 뉴스 네트워크
재팬 뉴스 네트워크(Japan News Network, 일본어: ジャパン ニュース ネットワーク, JNN)는 도쿄 방송(TBS)을 중심방송국(키 스테이션)으로, 간사이 권역의 마이니치 방송 (MBS, 창립 초기에는 아사히 방송(ABC))을 준중심방송국으로 하는 일본의 텔레비전 뉴스 네트워크로, 1959년에 발족되어 일본에서 가장 먼저 생긴 뉴스 네트워크가 되었다.

## 개요
- 라디오 도쿄(현재의 도쿄방송)에서 NHK와 대항하기 위해 만든 네트워크로 아키히토 황태자(현재의 아키히토 천황) 결혼식을 방송한 방송국이 현재의 JNN 방송국 기간을 이루고 있다.
  - 이 중 니혼카이 TV와 아사히 방송은 현재 가맹국이 아니며 황태자 결혼 특별 프로그램은 일본교육테레비(NET,현재의 TV 아사히)와 마이니치 방송(당시에는 NET계열국이었다.)도 방송했었다.
- 초기에는 뉴스제목이 방송국마다 달랐지만 1975년 3월 31일 준키국 네트워크 교환에 따라 뉴스 프로그램 제목은 같은 것을 사용하게 되었다.
- “00방송”이라는 이름을 가진 방송국은 모두 AM라디오 방송국을 같이 경영하고 있다.(도쿄 방송은 2001년, 류큐 방송은 2002년 라디오 부문을 분사시켰다.)
- 계열국이 취재한 뉴스에서도, “JNN의 취재에 의해 밝혀졌다―”라고 설명하는데 이는 네트워크 뉴스가 된 시점에서 JNN 기금에서 취재비가 보조되기 때문이다.
- 뉴스 속보의 경우, 기본적으로 “JNN뉴스 속보”라고 표시되지만 이는 어디까지나 대형사건(주로 TBS에서 자료가 전달되는 속보)의 경우이며 가맹 각 국 방송구역 내에서 발생한 뉴스 및 기상·교통 관련 정보나 일부 지진 정보는 가맹국 이름으로 속보가 나온다.

## 연혁
- 1959년 8월 1일 뉴스 네트워크 JNN결성(결성 당시 16개 방송국 가맹)
- 1959년 12월 14일　니혼카이 TV(당시에는 돗토리현에서만 방송) 탈퇴. 12월 15일부터 산인지역 가맹국으로 라디오 산인(현：산인 방송)이 대신 가맹한다.
- 1960년 2월 1일　라디오 도쿄·주부니혼 방송·아사히 방송·RKB 마이니치 방송이 4사 연맹(현재의 JNN네트워크 중심방송국)을 결성. 1개월 후에는 홋카이도 방송도 합세해 5사 연맹이 된다. 연맹 결성을 기회로 위 방송국들은 일반 프로그램까지 라디오도쿄 프로그램만 방송하는 완전가맹국이 되었다. 그리고 지금까지 이 5개 방송국이 JNN 간사역할을 하고 있다.
- 1971년 가맹방송국 23사에서 “JNN 네트워크 협의회”를 발족시킨다. 덧붙이면 이 해 후지 TV 계열국도 “후지 네트워크 업무 협정”을 채결했다.
- 1975년 3월 31일　신문사 자본 관계를 명확하게 하기 위해 아사히 신문의 의향에 따라 오사카의 기간국인 아사히 방송이 JNN에서 탈퇴하고(동시에 5사 연맹도 탈퇴) 그 대신 TBS의 요구로 마이니치 방송이 JNN에 가맹(5사 연맹에도 가맹)한다.
- 1983년 3월 31일　후쿠시마 TV(후쿠시마현 가맹국)가 탈퇴하고 이 해 12월 1일 TV-U 후쿠시마가 개국과 동시에 가맹한다(이 기간 동안 후쿠시마에는 TBS 후쿠시마 지국이 설치되었다).
- 1992년 10월 1일 아이 TV(당시의 회사명은 이요 TV)가 개국하였다.
- 1996년 일본 최초 인터넷 뉴스 동영상 전달 서비스 “JNN News i”를 시작하게 되고 이후 계열방송국은 전국 뉴스뿐만 아니라 지역 뉴스도 동영상으로 전달하게 되었다.

## JNN 협정에 대해
- JNN뉴스와 모든 프로그램은 모든 가맹국이 같은 시간에 방송하는 것(보도 특별 프로그램은 가맹국외 BS-TBS나 TBS 뉴스버드 등의 위성방송에서도 동시 방송되는 일이 있다)과 다른 뉴스 네트워크에 JNN의 뉴스 소재를 제공해서는 안 된다는 내용의 “JNN 협정”(배타 협정)을 맺고 있다.
- 한편, TBS 제작 뉴스프로그램 중 그 프로그램을 방송하지 않는 가맹국이 있는 경우에는 “JNN”이란 명칭을 사용하지 않는다. 그리고 자사 위성채널 TBS 뉴스 버드에서도 “JNN”이라는 명칭이 붙는 프로그램이 있지만 CS 오리지널 프로그램이기 때문에 “JNN 협정”이 적용되지 않는다.
- 덧붙여 JNN은 TXN·ANN와 같이 프로그램 공급 네트워크도 겸하고 있어 FNN/FNS·NNN/NNS와 같이 완전히 다른 조직으로 나뉘지 않았지만 대외적으로는 “TBS 네트워크”나 “TBS 계열”이라고 하는 명칭을 사용하면서 뉴스 계열인 JNN과는 거리를 두고 있다. 그러나, 스포츠 중계 오프닝에 한때(1993년경) “JNN SPORTS”라는 명칭을 사용하는 등 “JNN”을 네트워크 애칭으로서 사용한 예도 일부 볼 수 있었다.
심야 애니메이션이나 일부 전국광고 프로그램, 그리고 “협정”을 적용하지 않는 프로그램을 중심으로 아키타현 등 계열국이 없는 지역을 중심으로 한 계열 외국이나 독립 UHF방송국을 대상으로한 프로그램 판매도 실시하고 있지만 그 비율은 타계열보다 적다.
- 과거에는 당시 JNN 계열국이 없었던 지역에 있던 JRN 가맹 라디오 겸영 방송국(아키타 방송·난카이 방송·고치 방송으로 텔레비전은 모두 니혼TV계열)이나, ANN에 단독으로 가맹했던 아오모리 TV에 JNN 뉴스를 프로그램 판매 형태로 방송시키고 있었다.
이는 프로그램으로서 완성된 것을 판매하는 것은 소재 제공 금지조치와 다르다는 해석덕분에 이뤄진것으로 사료된다.
덧붙여 아오모리테레비는 ANN 가맹 시대도 예외적 특례 조치에 의해 JNN 뉴스 취재·전달 참가를 인정받고 있었다.

## JNN 가맹국
※이 표는, 일본 북쪽지역에서 남쪽지역 순으로 기재되어 있다.
- ★ - 중파 라디오 방송국 겸영(00방송이라는 이름의 방송국은 모두 겸영방송국,TBS와 RBC제외)
- ■ - 지역 뉴스 동영상 전달 실시국
- ▲ - 민관공동투자를 통해 설립된 방송국
- 디지털 방송에서는 모든 계열국이 영상 권리 보호 관점에서 CM송출시를 제외한 방송중 화면 우측상단에 자사 로고를 표시하고 있다.
- JNN계열국은 모두 G가이드라는 데이터서비스를 실시하고 있다.

| 방송구역    | 약칭/ID | 회사명            | 개국일           | 비고 | 기호 |
| ----------- | ------- | ----------------- | ---------------- | --- | ---- |
| 홋카이도    | HBC 1   | 홋카이도 방송     | 1957년 4월 1일   | 네트워크 중심국. 원세그 방송은 자사로고 삽입안함. | ★■   |
| 아오모리현  | ATV 6   | 아오모리 TV       | 1969년 12월 1일  | 1975년 4월부터 정식 가맹, 개국 당시부터 1975년 3월까지 간접적으로 뉴스 방송(일부만)과 보도 취재에 참가(예외적 특례 조치). 원세그 방송은 자사로고 삽입안함.                                         | ■    |
| 이와테현    | IBC 6   | IBC 이와테 방송   | 1959년 9월 1일   | 1995년 6월 22일까지 정식명칭은 이와테 방송. | ★■   |
| 미야기현    | TBC 1   | 도호쿠 방송       | 1959년 4월 1일   | 네트워크 중심국이지만 5사 연맹에는 가맹 안함 | ★■   |
| 아키타현    | 없음    | 없음              | 없음             | |      |
| 야마가타현  | TUY 6   | TV-U 야마가타     | 1989년 10월 1일  | |      |
| 후쿠시마현  | TUF 6   | TV-U 후쿠시마     | 1983년 12월 4일  | 1971년 10월부터 1983년 3월까지 후쿠시마 TV가 가맹 |      |
| 간토 광역권 | TBS 6   | TBS TV            | 1955년 4월 1일   | 네트워크 중심국이자 중심방송국(키 스테이션), 1960년 11월 29일까지 정식명칭은 라디오 도쿄(KRT) | ■    |
| 야마나시현  | UTY 6   | TV 야마나시       | 1970년 4월 1일   | |      |
| 나가노현    | SBC 6   | 신에쓰 방송       | 1958년 10월 25일 | 1952년 4월 30일까지, 정식명칭은 시나노 방송. 약칭은 그대로 사용. | ★■   |
| 니가타현    | BSN 6   | 니가타 방송       | 1958년 12월 24일 | 1959년 8월 1일 정식 가맹. 1961년 3월 1일까지 정식명칭은 라디오 니가타(RNK) | ★■   |
| 시즈오카현  | SBS 6   | 시즈오카 방송     | 1958년 11월 1일  | | ★■   |
| 주쿄 광역권 | CBC 5   | 주부닛폰 방송     | 1956년 12월 1일  | 텔레비전 방송 개시 시기는 TBS 다음으로 빠르다. 원세그 방송은 자사로고 삽입안함. | ★■   |
| 도야마현    | TUT 6   | 튤립 TV           | 1990년 10월 1일  | 개국 당초 정식명칭은 테레비유도야마 |      |
| 이시카와현  | MRO 6   | 호쿠리쿠 방송     | 1958년 12월 1일  | 튤립 TV 개국전에는 도야마 현도 취재 대상 지역이었다. CM미방송 문제로 1997년부터 1년간 보도 취재 이외 회원 활동 정지 처분을 받았다.                                                                 | ★    |
| 후쿠이현    | 없음    | 없음              | 없음             | |      |
| 긴키 광역권 | MBS 4   | 마이니치 방송     | 1959년 3월 1일   | 네트워크 중심국이자 준중심방송국, 1975년 3월 가맹. JNN 발족당시부터 1975년 3월까지 ABC가 가맹. 준교육방송국으로서 텔레비전 방송 개시. 당시 네트워크 중심국은 NET. 원세그 방송은 자사로고 삽입안함. | ★■   |
| 돗토리현    | BSS 6   | 산인 방송         | 1959년 12월 15일 | 텔레비전 방송 개시 당시부터 가맹 개국전 1959년 12월까지 니혼카이 TV가 가맹하고 있었다. 개국 당시부터 1972년 9월까지 텔레비전 방송구역은 시마네 현만 해당되었다.                                    | ★■▲  |
| 시마네현    | BSS 6   | 산인 방송         | 1959년 12월 15일 | 텔레비전 방송 개시 당시부터 가맹 개국전 1959년 12월까지 니혼카이 TV가 가맹하고 있었다. 개국 당시부터 1972년 9월까지 텔레비전 방송구역은 시마네 현만 해당되었다.                                    | ★■▲  |
| 오카야마현  | RSK 6   | 산요 방송         | 1958년 6월 1일   | 1983년 3월까지 텔레비전 방송은 오카야마 현만 방송구역 | ★▲   |
| 가가와현    | RSK 6   | 산요 방송         | 1958년 6월 1일   | 1983년 3월까지 텔레비전 방송은 오카야마 현만 방송구역 | ★▲   |
| 히로시마현  | RCC 3   | 주고쿠 방송       | 1959년 4월 1일   | 1967년 3월 31일까지 정식명칭은 라디오 주고쿠 | ★■▲  |
| 야마구치현  | tys 3   | TV 야마구치       | 1970년 4월 1일   | 개국 당시부터 1978년 9월까지 TV 아사히(ANN에는 가맹안함)/FNS와의 트리플 크로스넷 방송국 1978년 10월~1987년 9월까지 FNS와 크로스넷 관계였다.                                                        |      |
| 도쿠시마현  | 없음    | 없음              | 없음             | |      |
| 에히메현    | ITV 6   | 아이 TV           | 1992년 10월 1일  | 개국 당초 정식명칭은 이요 TV 개국 전까지 난카이 방송이 간접적으로 참가했으며 난카이 방송은 아이TV 개국 후에도 일부 JNN계열 프로그램을 방송하고 있었다.                                             |      |
| 고치현      | KUTV 6  | TV 고치           | 1970년 4월 1일   | TV고치 개국 전까지 고치 방송이 간접적으로 참가하고 있었다 |      |
| 후쿠오카현  | rkb 4   | RKB 마이니치 방송 | 1958년 3월 1일   | 네트워크 중심국, 개국 당초 정식명칭은 라디오 규슈(RKB). | ★■   |
| 사가현      | 없음    | 없음              | 없음             | |      |
| 나가사키현  | NBC 3   | 나가사키 방송     | 1959년 1월 1일   | 1991년 3월까지 사실상 크로스넷에 가까운 프리 네트워크으로 운영 | ★■   |
| 구마모토현  | RKK 3   | 구마모토 방송     | 1959년 4월 1일   | 1961년 5월까지 정식명칭은 라디오 구마모토 | ★■   |
| 오이타현    | OBS 3   | 오이타 방송       | 1959년 10월 1일  | 1961년 3월까지 정식명칭은 라디오 오이타 | ★■▲  |
| 미야자키현  | MRT 6   | 미야자키 방송     | 1960년 10월 1일  | 1962년 7월까지 정식명칭은 라디오 미야자키(RMK) | ★■   |
| 가고시마현  | MBC 1   | 미나미니혼 방송   | 1959년 4월 1일   | 1961년 10월 1일까지 정식명칭은 라디오 미나미니혼 | ★■   |
| 오키나와현  | RBC 3   | 류큐 방송         | 1960년 6월 1일   | 1972년 5월 15일 정식 가맹 |      |

### 가맹했었거나 가맹의사 확정후 참여하지 않은 방송국
| 방송구역   | 약칭/ID | 회사명      | 개요·이유등 |
| ---------- | ------- | ----------- | --- |
| 아키타현   | ABS 4   | 아키타 방송 | 1960년 4월 1일에, NNN·NNS(NNS는 비머스트바이 방송국 취급) 계열국으로 개국. 마이크로 회선 문제로 NNN·NNS 계열로서 개국했기 때문에, JNN 가맹국화(완전·크로스 모두)는 실현되지 않았다. 다만, 1992년 9월까지 프로그램 판매라는 형식으로 일부 프로그램을 동시방송했다. |
| 후쿠시마현 | FTV 8   | 후쿠시마 TV | 1971년 10월부터 1983년 3월까지 JNN에 가맹. 1983년 4월 1일 FNN·FNS 완전가맹국으로 네트워크 교체. 개국 당시 ~ 1971년 9월 동안(JNN 비가맹 기간), 프로그램 판매라는 형식으로 일부 프로그램을 동시방송하고 있었다.                                                     |
| 긴키 지방  | ABC 6   | 아사히 방송 | JNN 발족 당시부터 1975년 3월 30일까지 가맹. 같은 해 3월 31일 ANN 완전가맹국으로 네트워크 교환. |
| 돗토리현   | NKT 1   | 니혼카이 TV | 1959년 3월 3일 개국. 같은 해 8월 JNN 발족과 동시에 JNN에 가맹. 같은 해 12월 15일 산인 방송 개국과 동시에 탈퇴. 현재는 NNN·NNS 머스트바이 방송국이다. JNN 가맹 시대의 당시 방송구역은 돗토리 현만 해당된다.                                                        |

## 해외 지국

### 개요
- 계열 각 국이 서로 분담하면서 운영하고 있는 “JNN 기금”을 바탕으로 네트워크 중심국 및 산요 방송(오카야마), 시즈오카 방송[1]이 각각 비용을 일부 부담하는 형태로 지국을 개설·운영하고 있다.
- 가맹국이 독자적으로 개설하는 케이스도 있지만, 항상 통폐합이 반복되고 있다. 그리고 기자 파견에 대해서는, 지사개설국·지사운영국 이외에서 행해지는 경우도 많다.
- 해외 특파원 리포트는 JRN 뉴스에서도 녹음으로 방송되고 있다.

### 지국일람
아시아
- 도쿄 방송(TBS) 서울 지국
※당초에는 RKB 마이니치 방송이 개설. 서울 올림픽을 계기로 현재 TBS 직접 운영.
- 홋카이도 방송(HBC) 베이징 지국 → TBS에서도 기자 파견.
- 마이니치 방송 (MBS) 상하이 지국
- RKB 마이니치 방송(RKB) 방콕 지국 → TBS에서도 기자를 파견

유럽·구소련
- TBS 모스크바 지국　※HBC는 현재도 특파원을 파견.
※일시적으로 HBC가 운영을 했던 시기가 있지만, 이것은 1990년대 HBC가 극동 지역에 개설했던 지국을 통합한 일에서 나온 흔적이다.
- 마이니치 방송 베를린 지국
- 주부 니혼 방송(CBC) 빈 지국
※CBC의 모회사인 주니치 신문과의 공동운영.
- TBS 파리 지국
- TBS 런던 지국

아프리카
- 산요 방송(RSK) 카이로 지국
※일찍이 중동의 레바논 베이루트에 지국을 가지고 있었지만 정세 악화때문에 폐쇄되면서 카이로로 이전. 거리적으로 가까운 이스라엘·팔레스타인·이란·이라크 취재도 담당한다.

미국
- TBS 워싱턴 지국
- TBS 뉴욕 지국[2]
※인사 교류의 일환으로서 시즈오카 방송(SBS)에서도 주재원 1명 파견
- TBS 로스앤젤레스 지국
※당초는 마이니치 방송이 개설해 운영하고 있었다. 현재는 TBS 직접 운영.